# Kevin Brown (baseball, 1965)
Pour les articles homonymes, voir Kevin Brown et Brown.
James Kevin Brown (né le 14 mars 1965 à Milledgeville, Géorgie, États-Unis) est un ancien lanceur droitier au baseball qui a joué dans les Ligues majeures pour six équipes, de 1986 à 2005.
Invité au match des étoiles du baseball majeur à six reprises, Brown a remporté 211 victoires en carrière, contre 144 défaites. Il a réussi un match sans point ni coup sûr en 1997. Après sa retraite, son nom fut cité dans le rapport Mitchell parmi les joueurs soupçonnés d'avoir fait usage de stéroïdes.
Son nom a parfois été écrit Kevin J. Brown afin de le différencier d'un autre Kevin Brown, lui aussi lanceur, qui évoluait dans les ligues majeures à la même époque.